# In the Wake of Poseidon
《In the Wake of Poseidon》은 영국의 프로그레시브 록 밴드 킹 크림슨의 두 번째 스튜디오 음반으로, 1970년 5월 15일, 유럽의 아일랜드 레코드, 미국의 애틀랜틱 레코드, 뉴질랜드의 버티고 레코드에서 발매되었다. 이 음반은 밴드의 불안정한 시기에 여러 번의 인사교체로 녹음되었지만, 그들의 첫 음반인 《In the Court of the Crimson King》의 스타일을 반복한다. 이들의 첫 음반과 마찬가지로 《In the Wake of Poseidon》의 분위기는 자주 그리고 빠르게 평온에서 혼란으로 바뀌며, 프로그레시브 록의 다재다능한 음악적 측면을 반영한다. 현재까지 이 음반은 영국에서 가장 높은 음반을 기록하며 4위에 올랐고, 비평가들로부터 호평을 받았다.

## 발매
1970년 5월 15일에 발매된 《In the Wake of Poseidon》은 영국에서 현재까지 킹 크림슨의 가장 높은 차트를 기록한 음반으로 4위에 올랐다.
이 음반은 2010년 40주년 기념 발매 순서의 일환으로 스티븐 윌슨과 로버트 프립의 거의 완성된 새로운 스테레오 믹스로 재발매되었다. 〈The Devil's Triangle〉이라는 한 트랙의 테이프를 찾을 수 없었기 때문에, 원래의 스테레오는 대신 포함되었다. 이 CD에는 〈Groon〉(〈Cat Food〉의 B-사이드)의 새로운 믹스곡인 〈Peace – An End〉과 〈Cadence and Cascade〉의 그렉 레이크의 가이드 보컬 테이크도 포함되어 있다. DVD-A에는 스티븐 윌슨의 5.1 혼합, 사이먼 헤이워스가 5.1로 혼합한 〈The Devil's Triangle〉, 30주년 기념 스테레오 마스터의 하이레스 스테레오 버전, 2010년 음반 믹스와 10개의 하이레 보너스 트랙, 원래의 싱글 〈Cat Food〉/〈Groon〉, CD의 보너스 트랙, 그리고 많은 다른 세션이, 리허설, 혼합되어 있다.

## 평가
| 평가 점수                | 평가 점수 |
| 출처                     | 점수      |
| ------------------------ | --------- |
| AllMusic                 | [ 3 ]     |
| Christgau's Record Guide | C+        |
| Sputnikmusic             | [ 5 ]     |
| The Daily Vault          | A-        |

로버트 크리스트가우는 이 음반을 "《In the Court of the Crimson King》보다 개념적으로 더 혼란스러운" 음반이라고 평가하면서도, "그들은 가혹해지는 것을 두려워하지 않고, 다양한 스타일을 구사하며, 대형 해머보다는 역동적인 리듬을 가지고 있다"고 평했다.
동시대의 리뷰에서 올뮤직의 브루스 에더는 이 음반이 그들의 데뷔 음반보다 더 잘 프로듀싱되었다고 말하며 칭찬했지만, 그는 또한 이 음반이 "《In the Court of the Crimson King》과 정확히 맞설 수 있을 만큼 충분히 새로운 영역을 밟지 않는다"고 말했다. "맥도널드가 떠난 후 프립이 인수한 멜로트론은 여전히 밴드의 서명이 남아 있다"고 그는 계속했다. 그는 또한 2000년 3월에 발매된 24비트 디지털 리마스터판을 찬양했다.

## 곡 목록
모든 곡들은 특별한 언급이 없는 한 로버트 프립과 피터 신필드에 의해 작사/작곡하였다.
| #  | 제목                                                      | 재생 시간 |
| -- | --------------------------------------------------------- | --------- |
| 1. | 〈Peace – A Beginning〉                                   | 0:51      |
| 2. | 〈Pictures of a City〉 (including 〈42nd at Treadmill〉)  | 7:57      |
| 3. | 〈Cadence and Cascade〉                                   | 4:35      |
| 4. | 〈In the Wake of Poseidon〉 (including 〈Libra's Theme〉) | 8:24      |

| #  | 제목 | 작사·작곡                        | 재생 시간 |
| -- | --- | -------------------------------- | --------- |
| 5. | 〈Peace – A Theme〉 (기악) | 로버트 프립                      | 1:15      |
| 6. | 〈Cat Food〉 | 프립, 피터 신필드, 이언 맥도널드 | 4:52      |
| 7. | 〈The Devil's Triangle〉 (기악) - I. 〈Merday Morn〉 (3:47) - II. 〈Hand of Sceiron〉 (4:01) - III. 〈Garden of Worm〉 (3:45) | 프립, 맥도널드                   | 11:30     |
| 8. | 〈Peace – An End〉 |                                  | 1:54      |